# Diopa
Diopa là một chi bướm đêm thuộc họ Erebidae.